# Nova Petrópolis (São Bernardo do Campo)
Nova Petrópolis é um bairro de alto padrão na região central de São Bernardo do Campo, município paulista da região do Grande ABC.
A região do atual bairro Nova Petrópolis fazia parte do sítio de Benedito Cesário do Nascimento, apelidado Miranda, que o adquiriu entre 1904 e 1905 de Antonio Piuta. Coube à Empresa Imobiliária São Bernardo (família Pujol) iniciar o loteamento na década de 1920, denominado Cidade-Jardim Vila Nova Petrópolis. O nome escolhido foi inspirado na cidade de Petrópolis, localizada na região serrana do Rio de Janeiro, que foi fundada por Dom Pedro II, em 1857.
Foi instalado um bondinho ligando São Bernardo à estação de Santo André, que facilitaria o acesso ao loteamento de quem vinha da capital. O ponto final era próximo à atual Praça Lauro Gomes; o plano previa, também, a construção de um ramal que sairia da Praça Santa Filomena (onde fora construído um chafariz) e iria até o final do loteamento. Os planos não foram muito bem sucedidos e o empreendimento passou para as mãos de Wallace Simonsen, em 1930, empresário da Cerâmica São Caetano e do Banco Noroeste. O bonde deixou de funcionar e os trilhos foram retirados para a pavimentação da Rua Marechal Deodoro. Apenas no final da década de 1940 foi reiniciada a venda de imóveis. As ruas foram melhoradas e foi instalada a primeira rede de água da cidade, abastecida pelo reservatório existente na época na Chácara Silvestre. O reinício da venda de lotes acompanhou o processo de urbanização de São Bernardo, com ótimas construções levantadas e boas instalações industriais dos anos 1950 em diante. Os Simonsen continuaram a frequentar a Chácara Silvestre, sua casa de campo, até ela ser desapropriada pela Prefeitura. Prevaleceu a vocação residencial de Nova Petrópolis. As fábricas - Perkins e Koppers, por exemplo, cederam espaço a órgãos governamentais e a conjuntos habitacionais. A Chácara Silvestre manteve o seu espaço verde, graças à ação da comunidade.
Em 1955, a Lei Municipal 437 permitiu que a municipalidade recebesse as vias e os espaços públicos do empreendimento, ao mesmo tempo em que oficializava a denominação de várias ruas com os nomes constantes na planta do loteamento que homenageavam membros da família imperial brasileira.